# Морехон, Гленда
Гленда Эстефания Морехон Киньонес (исп. Glenda Estefania Morejón Quiñónez; 30 мая 2000, Ибарра) — эквадорская легкоатлетка, специалист по спортивной ходьбе. Призер Олимпийских игр 2024 года.

## Биография
Родилась в городе Ибарра, где она проходила учебу в местной школе Тарквино Харамильо. Ее семья не была высокого достатка: мать Гленды Мария дель Кармен Киньонес работала на рынке, а отец Луис Морехон являлся рабочим. Сестра спортсменки Мария Белен — домохозяйка. В 13 лет Гленда Морехон пришла в секцию спортивной ходьбы к Джовану Дельгадо. Она занималась у наставника в школе вместе с другими 24 юными спортсменками. После поступления Технический университет Лохи, вуз стал выплачивать ей спортивную стипендию и покрывать большую часть расходов на учебу по специальности «бизнес-администратор».
Первый серьезный успех пришел к эквадорке в 2017 году, когда она победила в юниорском Чемпионате мира по легкой атлетике в кенийском Найроби. До этого лишь одной представительнице ее страны Марибель Кайседо удавалось побеждать в данном турнире. Несмотря на высокие результаты, спортсменка испытывала финансовые сложности: так в Найроби она отправилась одна, без тренера, с большим количеством снаряжения.
Позднее в составе эквадорской команды Морехон удавалось становиться победительницей и призером Командного чемпионата мира по спортивной ходьбе. В 2019 году она была финалисткой премии World Athletics Awards «Восходящая звезда», претендуя на титул лучшей легкоатлетки до 20 лет.

### Участие в Олимпийских играх
На главных стартах четырехлетия спортсменка дебютировала в Токио. Изначально Гленда Морехон не должна была ехать на игры, находясь в списке запасных, однако в 2019 году Министр спорта Эквадора включил ее в олимпийскую программу, позволившую ей получить необходимое финансирование. В столице Японии эквадорка участвовала в женской спортивной ходьбе на 20 км, но преодолеть дистанцию не смогла.
Куда успешнее сложились для Морехон следующие Олимпийские игры в Париже. В спортивной ходьбе на 20 км она стала шестой, а в дебютировавшей в программе игр смешанной эстафете Гленда вместе со своим партнером, олимпийским чемпионом Брайаном Пинтадо, завоевала серебро.